# Centre pénitentiaire de Troyes-Lavau
Le centre pénitentiaire de Troyes-Lavau est un établissement pénitentiaire français situé dans la commune de Lavau, près de Troyes, dans le département de l'Aube et dans la région Grand Est. Il dépend de la direction interrégionale des services pénitentiaires de Strasbourg.

## Histoire
La construction s'étant terminée à l'été 2023 après 30 mois de chantier, il est inauguré le 13 décembre 2023. Il remplace la maison d'arrêt située rue Hennequin à Troyes.
Le centre pénitentiaire a été construit sur un terrain de 25 hectares. Comprenant au total 476 places pour hommes, il est divisé en quatre quartiers : trois quartiers de type « maison d'arrêt » et un quartier de type « quartier de confiance » (72 places). Il comprend aussi un quartier de semi-liberté (37 places), un quartier d'isolement (20 places), un quartier disciplinaire (15 places).
Alors que le centre vient d'être inauguré, des surveillants se plaignent de malfaçons et de défaut d'organisation.